# 계룡산로
계룡산로(Gyeryongsan-ro)는 대한민국 충청남도 논산시 상월면 에서 공주시 계룡면 신원사거리를 잇는 도로이다

## 주요 경유지
충청남도
- 논산시 상월면 - 공주시 계룡면

## 노선
| 이름         | 접속 노선                 | 소재지 | 소재지 | 비고 |
| ------------ | ------------------------- | ------ | ------ | ---- |
| (이름없음)   | 백일헌로                  | 논산시 | 상월면 |      |
| 상월교       |                           | 논산시 | 상월면 |      |
| 주내사거리   | 지방도 제697호선 (선비로) | 논산시 | 상월면 |      |
| 신원사사거리 | 신원사로                  | 공주시 | 계룡면 |      |